# Крайльсхайм
Крайльсхайм (нем. Crailsheim) — город в Германии, районный центр, расположен в земле Баден-Вюртемберг.
Подчинён административному округу Штутгарт. Входит в состав района Швебиш-Халль. Население составляет 33 021 человек (на 31 декабря 2010 года). Занимает площадь 109,08 км². Официальный код — 08 1 27 014.
Город подразделяется на 8 городских районов.

## Известные уроженцы, жители
Кевин Лейзер (нем. Kevin Leiser; род. 3 сентября 1993, Крайльсхайм) — немецкий политик.